# 국도 제43호선

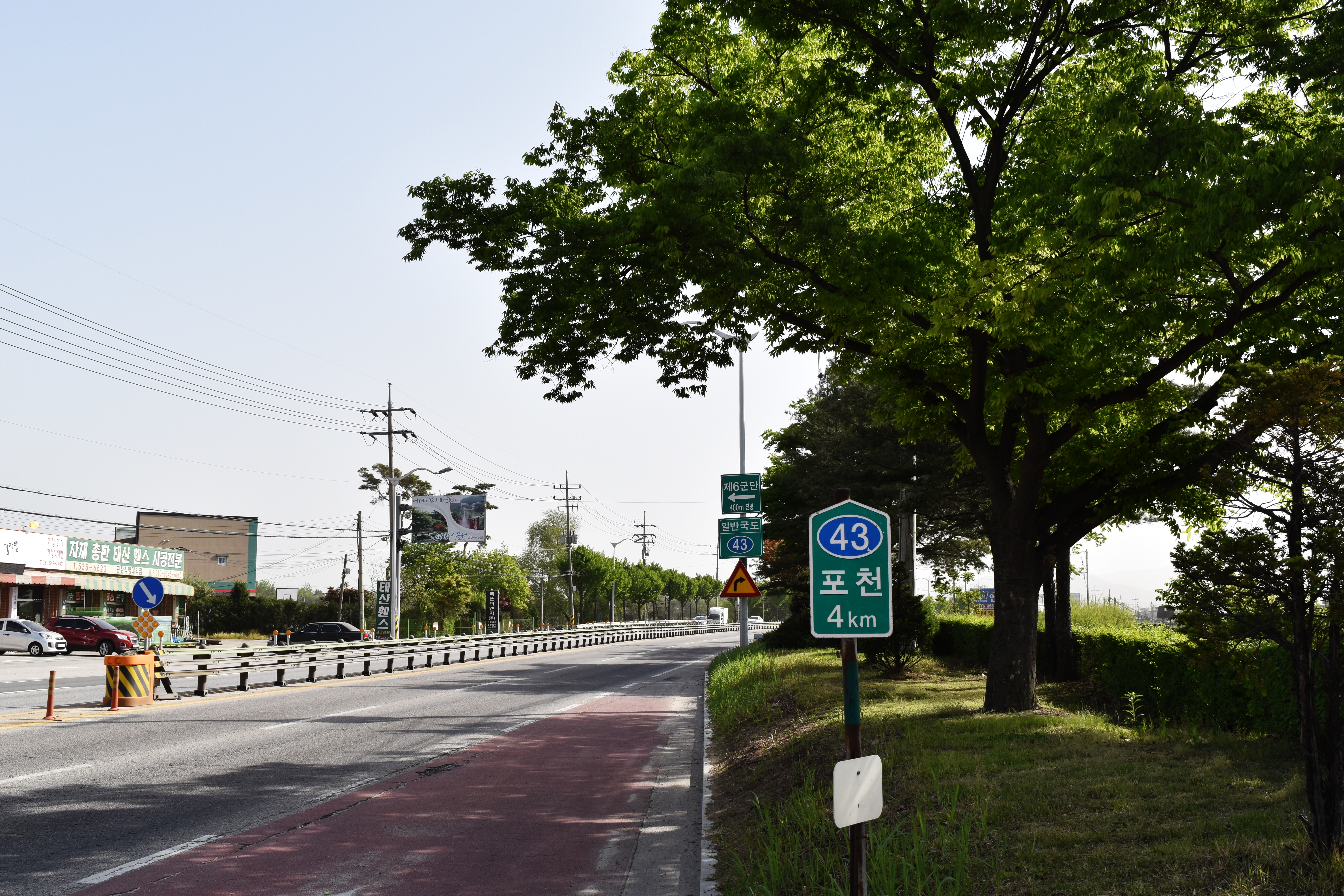
포천 인근을 지나는 국도 제43호선

국도 제43호선 (세종 ~ 고성선, 國道第四十三號 世宗高城線)은 세종특별자치시 아름동 모개고가차도에서 강원도 고성군 고성읍을 잇는 대한민국의 일반 국도이다. 이 국도는 철원군 군사분계선에서 끊어져 있다.

## 역사
- 1971년 8월 31일 : 일반국도노선지정령에 의해 국도 제43호선 서울 ~ 고성선이 됨.[2]
- 1981년 3월 14일 : 기점을 '서울특별시 종로구 세종로'에서 '경기도 화성군 향남면' (현.경기도 화성시 향남읍)으로 연장, 종점을 '강원특별자치도 고성군 고성면'에서 '강원특별자치도 고성군 고성읍'으로 변경함. 이에 따라 '서울 ~ 고성선'에서 '발안 ~ 고성선'이 됨.[3]
- 1981년 4월 6일 : 국도로 승격된 화성군 향남면 발안리 (발안오거리) ~ 의정부시 의정부동 (의정부역앞) 96.2 km 구간 개통[4]
- 1981년 5월 30일 : 대통령령 제10247호 일반국도노선지정령 개정에 따라 연장된 105 km 구간으로 도로구역 변경[5]
- 1988년 2월 22일 : 기존 지정 구간인 의정부시 금오동, 자일동, 포천군 소흘면 송우리, 포천군 포천읍 신읍리 ~ 신북면 기지리 구간 폐지[6]
- 1988년 2월 23일 : 기존 지정 구간인 구리시 교문동 구간 폐지[7]
- 1990년 3월 31일 : 기존 지정 구간인 강원도 철원군 갈말읍 신철원리 551m 구간, 경기도 포천군 신북면 기지리 108m 구간 폐지[8]
- 1996년 1월 12일 : 학포교(철원군 김화읍 학사리) 120m 구간 재가설 개통[9]
- 1996년 7월 1일 : 기점을 경기도 화성군 향남면에서 충청남도 연기군 전의면으로 연장함. 이에 따라 '연기 ~ 고성선'이 됨.[10]
- 1996년 10월 21일 : 철원군 갈말읍 강포리 ~ 문혜리 6.8 km 구간 개통[11]
- 1997년 6월 30일 : 포천우회도로(포천군 포천읍 신읍리 ~ 신북면 가채리) 4.19 km 구간 개통 및 기존 4.6 km 구간 폐지, 양문우회도로(포천군 영중면 양문리) 1.8 km 구간 개통 및 기존 구간 폐지[12]
- 1997년 12월 14일 : 수원 ~ 수지간 도로(수원시 팔달구 이의동 ~ 용인시 수지읍 죽전리) 4.63 km 구간 확장 개통, 기존 3.04 km 구간 폐지[13]
- 1997년 12월 26일 : 광주 ~ 하남시계간 도로(광주군 광주읍 태전리 ~ 중부면 엄미리) 12.26 km 구간 확장 개통, 기존 3.87 km 구간 폐지[14]
- 1999년 11월 30일 : 포천 ~ 신철원간 도로(포천군 영북면 문안리 ~ 운천리) 3.81 km 구간 확장 개통, 기존 구간 폐지[15]
- 2001년 3월 13일 : 수지 ~ 광주간 도로(용인시 수지읍 죽전리) 2.7 km 구간 확장 개통, 기존 1.95 km 구간 폐지[16]
- 2002년 1월 7일 : 수지 ~ 광주간 도로(용인시 죽전동 ~ 광주시 오포읍 고산리) 11.7 km 구간 확장 개통, 기존 용인시 죽전동 ~ 광주시 역동 구간 폐지[17]
- 2003년 7월 31일 : 연기군 소정면 운당리 ~ 아산시 배방면 갈매리 8.9 km 구간을 자동차 전용도로로 지정[18]
- 2005년 8월 12일 : 문혜 ~ 지경간 도로(강원도 철원군 갈말읍 문혜리) 90m 구간 폐지[19]
- 2005년 12월 19일 : 천안시 국도대체우회도로(아산시 배방면 갈매리 ~ 음봉면 송촌리) 11.89 km 구간을 자동차 전용도로로 지정[20]
- 2006년 12월 13일 : 화성시 봉담읍 왕림리 ~ 수원시 영통구 망포동 14.3 km 구간을 자동차 전용도로로 지정[21]
- 2007년 1월 19일 : 문혜 ~ 김화간 도로(강원도 철원군 갈말읍 문혜리 ~ 김화읍 학사리) 12.52 km 구간 신설 개통[22]
- 2008년 1월 11일 : 아산시 음봉면 송촌리 ~ 둔포면 봉재리 5.96 km 구간을 자동차 전용도로로 지정[23]
- 2009년 10월 29일 : 수원시 국도대체우회도로(분천 ~ 송산간 도로, 화성시 안녕동) 1.0 km 일부 2차로 구간 임시 개통[24]
- 2010년 4월 5일 : 충청남도 아산시 둔포면 봉재리 ~ 경기도 평택시 팽성읍 노양리 5.97 km 구간을 자동차 전용도로로 지정[25]
- 2012년 4월 4일 : 평택시 팽성읍 노양리 ~ 오성면 양교리 11.27 km 구간을 자동차 전용도로로 지정[26]
- 2012년 6월 29일 : 퇴계원 나들목 연결도로(구리시 사노동 ~ 남양주시 별내면 화접리) 5.4 km 구간 개통[27]
- 2012년 9월 28일 : 수원시 국도대체우회도로(화성시 반월동 ~ 수원시 영통구 영통동) 2.16 km 구간 임시 개통, 단 망포지하차도 상부도로 및 연결도로는 미개통.[28]
- 2012년 11월 26일 : 세종특별자치시 장군면 태산리 ~ 연기면 수산리 5.22 km 구간 개통[29]
- 2012년 12월 28일 : 소정 ~ 배방간 도로(세종특별자치시 소정면 소정리 ~ 충청남도 아산시 배방읍 갈매리) 8.9 km 구간 신설 개통[30]
- 2012년 12월 31일 : 수원시 국도대체우회도로(화성시 안녕동 ~ 진안동) 2.7 km 구간 신설 개통, 단 진안 교차로 연결로는 미개통.[31]
- 2013년 6월 20일 : 세종특별자치시 연기면 산울리 ~ 고운동 1.24 km 구간 개통[32]
- 2013년 12월 24일 : 기점을 충청남도 연기군 소정면에서 세종특별자치시 아름동으로 연장. 이에 따라 '세종 ~ 고성선'이 됨.[33]
- 2015년 3월 28일 : 배방 ~ 음봉간 도로(아산시 배방읍 갈매리 ~ 음봉면 송촌리 송촌 교차로) 11.9 km 구간 신설 개통[34]
- 2015년 6월 30일 : 분천 ~ 송산간 도로(화성시 봉담읍 왕림리 ~ 정남면 보통리) 2.8 km 구간 신설 개통[35]
- 2015년 8월 5일 : 분천 ~ 송산간 도로 중 교차로 진입로(경기도 화성시 안녕동) 240m 구간 개통[36]
- 2015년 10월 30일 : 분천 ~ 송산간 도로(화성시 정남면 보통리 ~ 안녕동) 4.5 km 구간 신설 개통[37]
- 2016년 2월 5일 : 망포 교차로 연결로(화성시 반월동 ~ 수원시 영통구 영통동) 2.16 km 구간 신설 개통[38]
- 2016년 5월 30일 : 광전IC ~ 의정부간 도로(남양주시 별내면 광전리 ~ 청학리) 3.74 km 구간 확장 개통[39]
- 2016년 11월 19일 : 음봉 ~ 팽성간 도로(충청남도 아산시 음봉면 송촌리 ~ 경기도 평택시 팽성읍 노양리) 11.93 km 구간 신설 개통[40], 팽성 ~ 오성간 도로(평택시 팽성읍 노양리 ~ 오성면 숙성리) 11.27 km 구간 신설 개통[41]
- 2017년 7월 11일 : 수원시 국도대체우회도로 개통으로 화성시 ~ 수원시 구간 경유지 변경[42]
- 2020년 1월 28일 : 화성향남2지구 택지개발사업으로 인해 화성시 향남읍 방축리 ~ 하길리 2.4 km 구간 노선 변경, 기존 화성시 향남읍 하길리 2.0 km 구간 폐지[43]
- 2020년 12월 31일 : 의정부 ~ 소흘간 도로(포천시 소흘읍 이동교리 ~ 송우리) 7.49km 구간 확장 개통[44]

## 주요 경유지
세종특별자치시
- 아름동 · 고운동 · 산울동 · 연기면 · 장군면

충청남도
- 공주시 (의당면 · 정안면) - 천안시 동남구 광덕면

세종특별자치시
- 전의면

충청남도
- 천안시 동남구 광덕면

세종특별자치시
- 소정면

충청남도
- 천안시 동남구 풍세면 - 아산시 (배방읍 · 탕정면 · 염치읍 · 탕정면 · 음봉면 · 둔포면)

경기도
- 평택시 (팽성읍 · 안중읍 · 오성면 · 청북읍) - 화성시 (양감면 · 향남읍 · 팔탄면 · 봉담읍 · 정남면 · 봉담읍 · 정남면 · 봉담읍 · 안녕동 · 병점동 · 진안동 · 기산동 · 반월동) - 수원시 영통구 (망포동 · 영통동) - 용인시 기흥구 영덕동 - 수원시 (영통구 원천동 - 팔달구 (인계동 · 우만동) - 장안구 연무동 - 영통구 이의동) - 용인시 (수지구 (상현동 · 성복동 · 풍덕천동 · 죽전동) - 처인구 모현읍) - 광주시 (문형동 · 추자동 ·고산동 · 태전동 · 장지동 · 탄벌동 · 송정동 · 남한산성면) - 하남시 (상산곡동 · 하산곡동 · 천현동 · 신장동 · 덕풍동 · 풍산동)

서울특별시
- 강동구 상일동

경기도
- 하남시 초이동

서울특별시
- 강동구 (길동 · 성내동 · 천호동) - 송파구 풍납동 - 강동구 천호동 - 천호대교 - 광진구 광장동

경기도
- 구리시 (아천동 · 교문동 · 인창동 · 사노동) - 남양주시 (진건읍 · 진접읍 · 별내면) - 의정부시 (산곡동 · 고산동 · 용현동 · 신곡동 · 금오동 · 자일동) - 포천시 (소흘읍 · 동교동 · 설운동 · 선단동 · 자작동 · 어룡동 · 신읍동 · 군내면 · 신북면 · 영중면 · 영북면)

강원특별자치도
- 철원군 (갈말읍 · 김화읍 · 근동면)

현 조선민주주의인민공화국 구간
- 강원도 금성군 창도면 - 회양군 안풍면 - 고성군 고성읍

## 노선
- (■): 자동차 전용도로 구간

### 세종특별자치시·충청남도
| 이름                      | 접속 노선                                    | 소재지         | 소재지                                             | 비고                    |
| ------------------------- | -------------------------------------------- | -------------- | -------------------------------------------------- | ----------------------- |
| 모개고가차도              | 국도 제1호선 국도 제36호선 (세종로) 미리내로 | 세종특별자치시 | 해밀동                                             | 기점                    |
| 세종필드골프클럽          |                                              | 세종특별자치시 | 해밀동                                             |                         |
| 수산 교차로               | 조뱅이길                                     | 세종특별자치시 | 연기면                                             |                         |
| 수산2교 수산1교           |                                              | 세종특별자치시 | 연기면                                             |                         |
| 수산터널                  |                                              | 세종특별자치시 | 연기면                                             | 연장 774m               |
| 수산터널                  | 장군면                                       | 세종특별자치시 |                                                    | 연장 774m               |
| 용암교                    |                                              | 세종특별자치시 |                                                    |                         |
| 용암 교차로               | 용연로                                       | 세종특별자치시 | 구 지방도 제627호선                                |                         |
| (생태통로)                |                                              | 세종특별자치시 | 연장 약 95m                                        |                         |
| 의당2교 의당1교           |                                              | 세종특별자치시 |                                                    |                         |
| 중흥 교차로 (중흥교)      | 궁골길                                       | 공주시         | 의당면                                             |                         |
| (생태통로)                |                                              | 공주시         | 의당면                                             | 연장 약 30m             |
| 대평교 월계교             |                                              | 공주시         | 의당면                                             |                         |
| (생태통로)                |                                              | 공주시         | 의당면                                             | 연장 약 50m             |
| 중흥쉼터                  |                                              | 공주시         | 의당면                                             | 하행 방향               |
| 신촌천교 도신2교 도신1교  |                                              | 공주시         | 의당면                                             |                         |
| 덕학 교차로               | 지방도 제691호선 (의당전의로)                | 공주시         | 의당면                                             |                         |
| 어물3터널                 |                                              | 공주시         | 의당면                                             | 연장 1,300m             |
| 어물3터널                 | 정안면                                       | 공주시         |                                                    | 연장 1,300m             |
| 어물2터널                 |                                              | 공주시         | 연장 270m                                          |                         |
| 어물교                    |                                              | 공주시         |                                                    |                         |
| 어물1터널                 |                                              | 공주시         | 연장 940m                                          |                         |
| 광정리연결로              | 창말3길                                      | 공주시         | 상행 진입 불가 하행 진출 불가                      |                         |
| 광정교                    |                                              | 공주시         |                                                    |                         |
| 창말 교차로 (정안 나들목) | 25호선 논산천안고속도로                      | 공주시         |                                                    |                         |
| 정안IC 교차로             | 국도 제23호선 (차령로)                       | 공주시         | 국도 제23호선과 중복                               |                         |
| 차령터널                  |                                              | 공주시         | 국도 제23호선과 중복 상행 연장 490m 하행 연장 445m |                         |
| 차령터널                  |                                              | 천안시         | 국도 제23호선과 중복 상행 연장 490m 하행 연장 445m | 동남구 광덕면           |
| 원덕교                    | 차령고개로                                   | 천안시         | 국도 제23호선과 중복 상행 진입 불가 하행 진출 불가 | 동남구 광덕면           |
| 유천 교차로               | 국도 제1호선 (세종로)                        | 세종특별자치시 | 전의면                                             | 국도 제1, 23호선과 중복 |
| 구정사거리                | 운주산로 행정길                              | 천안시         | 동남구 광덕면                                      | 국도 제1, 23호선과 중복 |
| 행정삼거리                | 지방도 제623호선 (차령고개로)                | 세종특별자치시 | 소정면                                             | 국도 제1, 23호선과 중복 |
| 운당리삼거리              | 소정구길                                     | 세종특별자치시 | 소정면                                             | 국도 제1, 23호선과 중복 |
| 운당 교차로               | 국도 제1호선 국도 제23호선 (세종로)          | 세종특별자치시 | 소정면                                             | 국도 제1, 23호선과 중복 |
| 남풍세 나들목             | 25호선 논산천안고속도로                      | 천안시         | 동남구 풍세면                                      |                         |
| 풍세 교차로               | 송정2길                                      | 천안시         | 동남구 풍세면                                      |                         |
| 풍서천교                  |                                              | 천안시         | 동남구 풍세면                                      |                         |
| 용정 교차로               | 태학산로                                     | 천안시         | 동남구 풍세면                                      |                         |
| 삼태 교차로               | 봉강천로 금호1길                             | 천안시         | 동남구 풍세면                                      |                         |
| 호서교                    |                                              | 아산시         | 배방읍                                             |                         |
| 장영교                    |                                              | 아산시         | 배방읍                                             |                         |
|                           | 탕정면                                       | 아산시         |                                                    |                         |
| 북수 교차로               | 국도 제21호선 (온천대로) 북수동로            | 아산시         | 은수 교차로와 연결                                 |                         |
| 삼성교                    |                                              | 아산시         |                                                    |                         |
| 현충 교차로               | 지방도 제624호선 (이순신대로)                | 아산시         | 염치읍                                             |                         |
| 용두 교차로               | 배방 ~ 탕정 연결도로                         | 아산시         | 염치읍                                             |                         |
| 용두간이 교차로           | 꾀꼴성길                                     | 아산시         | 탕정면                                             |                         |
| 용두생태터널              |                                              | 아산시         | 탕정면                                             | 연장 120m               |
| 용두터널                  |                                              | 아산시         | 탕정면                                             | 연장 985m               |
| 용두터널                  | 음봉면                                       | 아산시         |                                                    | 연장 985m               |
| 송촌 교차로               | 지방도 제628호선 (음봉로)                    | 아산시         |                                                    |                         |
| 송촌생태통로              |                                              | 아산시         | 연장 약 20m                                        |                         |
| 음봉산단 교차로           | 국가지원지방도 제70호선 (연암율금로)         | 아산시         |                                                    |                         |
| 봉재 교차로               | 봉신로                                       | 아산시         | 둔포면                                             |                         |
| 신항 교차로               | 국도 제45호선 (충무로) 해위안길              | 아산시         | 둔포면                                             |                         |
| 송용지하차도              |                                              | 아산시         | 둔포면                                             |                         |
| 신남 교차로               | 국도 제34호선 (장영실로)                     | 아산시         | 둔포면                                             |                         |
| 신법 교차로               | 아산호로                                     | 아산시         | 둔포면                                             |                         |
| 신둔포천교                |                                              | 아산시         | 둔포면                                             |                         |

### 경기도(서울특별시이남 지역)
| 이름                                                                   | 접속 노선                                                                | 소재지                                           | 소재지                            | 비고                                                                    |
| ---------------------------------------------------------------------- | ------------------------------------------------------------------------ | ------------------------------------------------ | --------------------------------- | ----------------------------------------------------------------------- |
| 신둔포천교                                                             |                                                                          | 평택시                                           | 팽성읍                            |                                                                         |
| 신대 교차로                                                            | 계양로                                                                   | 평택시                                           | 팽성읍                            |                                                                         |
| 팽성 교차로                                                            | 팽성남로                                                                 | 평택시                                           | 팽성읍                            |                                                                         |
| 평택대교                                                               |                                                                          | 평택시                                           | 팽성읍                            |                                                                         |
|                                                                        | 안중읍                                                                   | 평택시                                           |                                   |                                                                         |
| 안중 나들목                                                            | 17호선 익산평택고속도로                                                  | 평택시                                           |                                   |                                                                         |
| 길음 교차로                                                            | 강변로                                                                   | 평택시                                           | 오성면                            |                                                                         |
| 오성 나들목                                                            | 17호선 평택파주고속도로 국도 제38호선 (서동대로)                         | 평택시                                           | 오성면                            |                                                                         |
| 양교리                                                                 |                                                                          | 평택시                                           | 오성면                            | 미확정 구간                                                             |
| 토진리                                                                 | 지방도 제302호선                                                         | 평택시                                           | 청북읍                            | 미확정 구간                                                             |
| 어소리                                                                 |                                                                          |                                                  | 청북읍                            | 미확정 구간                                                             |
| 신왕리                                                                 |                                                                          | 화성시                                           | 양감면                            | 미확정 구간                                                             |
| 신왕삼거리                                                             | 지방도 제306호선 (은행나무로) 초록로                                     | 화성시                                           | 양감면                            |                                                                         |
| 상산리입구삼거리                                                       | 제약단지로                                                               | 화성시                                           | 양감면                            |                                                                         |
| 상두리입구삼거리                                                       | 솔태상두길                                                               | 화성시                                           | 향남읍                            |                                                                         |
| (양석골)                                                               | 지방도 제309호선 (서봉로)                                                | 화성시                                           | 향남읍                            |                                                                         |
| 향남 교차로                                                            | 국도 제82호선 (포승향남로)                                               | 화성시                                           | 향남읍                            |                                                                         |
| 향남부영9단지                                                          | 발안양감로 향남로                                                        | 화성시                                           | 향남읍                            |                                                                         |
| 방축리                                                                 | 향남로                                                                   | 화성시                                           | 향남읍                            |                                                                         |
| 향남2교 서단                                                           | 행정남로                                                                 | 화성시                                           | 향남읍                            |                                                                         |
| 양감입구삼거리                                                         | 삼천병마로                                                               | 화성시                                           | 향남읍                            |                                                                         |
| 발안사거리                                                             | 국가지원지방도 제82호선 (발안로) (평3길)                                 | 화성시                                           | 향남읍                            |                                                                         |
| 장짐 교차로                                                            | 푸른들판로                                                               | 화성시                                           | 향남읍                            |                                                                         |
| 점촌 교차로                                                            | 향남로                                                                   | 화성시                                           | 팔탄면                            |                                                                         |
| 가재 교차로                                                            | 국도 제82호선 국가지원지방도 제82호선 (포승향남로)                       | 화성시                                           | 팔탄면                            |                                                                         |
| 팔탄입구삼거리                                                         | 지방도 제310호선 지방도 제318호선 (마당바위로)                           | 화성시                                           | 봉담읍                            |                                                                         |
| 덕리사거리                                                             | 시청로                                                                   | 화성시                                           | 봉담읍                            |                                                                         |
| 왕림 교차로                                                            | 삼천병마로                                                               | 화성시                                           | 봉담읍                            |                                                                         |
| 왕림교                                                                 |                                                                          | 화성시                                           | 봉담읍                            |                                                                         |
| (생태통로)                                                             |                                                                          | 화성시                                           | 봉담읍                            | 연장 60m                                                                |
| 남봉담 나들목                                                          | 400호선 수도권제2순환고속도로                                            | 화성시                                           | 봉담읍                            |                                                                         |
| 보통1교                                                                |                                                                          | 화성시                                           | 봉담읍                            |                                                                         |
|                                                                        | 정남면                                                                   | 화성시                                           |                                   |                                                                         |
| 보통 교차로 (보통2교)                                                  | 최루백로 보통내길 보통내길253번길                                        | 화성시                                           |                                   |                                                                         |
| 보통3교                                                                |                                                                          | 화성시                                           |                                   |                                                                         |
|                                                                        | 봉담읍                                                                   | 화성시                                           |                                   |                                                                         |
| 수기 교차로 (수기지하차도)                                             | 세자로 최루백로                                                          | 화성시                                           |                                   |                                                                         |
| 수기 교차로 (수기지하차도)                                             | 세자로 최루백로                                                          | 화성시                                           | 화산동                            |                                                                         |
| 수기2교                                                                |                                                                          | 화성시                                           |                                   |                                                                         |
| 만년제 교차로 (화산1교)                                                | 안녕남로                                                                 | 화성시                                           |                                   |                                                                         |
| 화산2교 화산3교 만년교                                                 |                                                                          | 화성시                                           |                                   |                                                                         |
| 안녕 나들목                                                            | 171호선 오산화성고속도로                                                 | 화성시                                           |                                   |                                                                         |
| 황구지천교                                                             |                                                                          | 화성시                                           |                                   |                                                                         |
|                                                                        | 병점동                                                                   | 화성시                                           |                                   |                                                                         |
| 진안1육교 진안1지하차도 진안2지하차도                                  |                                                                          | 화성시                                           | 진안동                            |                                                                         |
| 진안 교차로 (진안3지하차도)                                            | 국도 제1호선 (경기대로)                                                  | 화성시                                           | 진안동                            |                                                                         |
| 태안 교차로 (태안지하차도)                                             | 병점1로 병점중앙로                                                       | 화성시                                           | 진안동                            |                                                                         |
| 기산1교                                                                |                                                                          | 화성시                                           | 진안동                            |                                                                         |
| 기산 교차로 (기산육교)                                                 | 동탄지성로                                                               | 화성시                                           | 진안동                            |                                                                         |
| 기산 교차로 (기산육교)                                                 | 동탄지성로                                                               | 화성시                                           | 반월동                            |                                                                         |
| 한반교                                                                 |                                                                          | 화성시                                           |                                   |                                                                         |
| (이마트에브리데이 신영통점)                                            | 지방도 제315호선 (영통로)                                                | 수원시                                           | 영통구                            | 망포지하차도 구간                                                       |
| 대선초등학교                                                           | 영통로154번길                                                            | 수원시                                           | 영통구                            | 망포지하차도 구간                                                       |
| (망포육교)                                                             | 영통로200번길                                                            | 수원시                                           | 영통구                            | 화성 방면 진출만 가능                                                   |
| (이름 없음)                                                            | 지방도 제315호선 (덕영대로)                                              | 수원시                                           | 영통구                            |                                                                         |
| 살구골삼거리                                                           | 봉영로1517번길                                                           | 수원시                                           | 영통구                            |                                                                         |
| 영통역사거리                                                           | 매영로                                                                   | 수원시                                           | 영통구                            |                                                                         |
| 홈플러스 영통점 롯데마트 영통점                                        |                                                                          | 수원시                                           | 영통구                            |                                                                         |
| 살구골삼거리                                                           | 봉영로1517번길                                                           | 수원시                                           | 영통구                            |                                                                         |
| 영통역사거리                                                           | 매영로                                                                   | 수원시                                           | 영통구                            |                                                                         |
| 느티나무사거리                                                         | 청명로                                                                   | 수원시                                           | 영통구                            |                                                                         |
| 청명역사거리                                                           | 청명북로                                                                 | 수원시                                           | 영통구                            |                                                                         |
| 황골사거리                                                             | 봉영로1744번길 영통로514번길                                             | 수원시                                           | 영통구                            |                                                                         |
| 영통고가사거리                                                         | 국도 제42호선 국가지원지방도 제98호선 (중부대로) 흥덕3로                 | 수원시                                           | 영통구                            | 국도 제42호선과 중복 국가지원지방도 제98호선과 중복                     |
| 영통고가사거리                                                         | 국도 제42호선 국가지원지방도 제98호선 (중부대로) 흥덕3로                 | 용인시                                           | 기흥구                            | 국도 제42호선과 중복 국가지원지방도 제98호선과 중복                     |
| 프리미엄아울렛사거리                                                   | 중부대로56번길                                                           | 용인시                                           | 기흥구                            | 국도 제42호선과 중복 국가지원지방도 제98호선과 중복                     |
| 삼성삼거리                                                             | 삼성로                                                                   | 용인시                                           | 기흥구                            | 국도 제42호선과 중복 국가지원지방도 제98호선과 중복                     |
| 삼성삼거리                                                             | 삼성로                                                                   | 수원시                                           | 영통구                            | 국도 제42호선과 중복 국가지원지방도 제98호선과 중복                     |
| 삼성전자삼거리                                                         | 흥덕1로                                                                  | 수원시                                           | 영통구                            | 국도 제42호선과 중복 국가지원지방도 제98호선과 중복                     |
| 나촌말삼거리                                                           | 중부대로448번길                                                          | 수원시                                           | 영통구                            | 국도 제42호선과 중복 국가지원지방도 제98호선과 중복                     |
| 원천교                                                                 |                                                                          | 수원시                                           | 영통구                            | 국도 제42호선과 중복 국가지원지방도 제98호선과 중복                     |
| 원천교삼거리                                                           | 광교호수로 동탄원천로                                                    | 수원시                                           | 영통구                            | 국도 제42호선과 중복 국가지원지방도 제98호선과 중복                     |
| 유원지삼거리                                                           | 광교호수공원로 중부대로392번길                                           | 수원시                                           | 영통구                            | 국도 제42호선과 중복 국가지원지방도 제98호선과 중복                     |
| 관터사거리                                                             | 매봉로 중부대로345번길                                                   | 수원시                                           | 영통구                            | 국도 제42호선과 중복 국가지원지방도 제98호선과 중복                     |
| 법원사거리                                                             | 동수원로                                                                 | 수원시                                           | 영통구                            | 국도 제42호선과 중복 국가지원지방도 제98호선과 중복                     |
| 주막거리사거리                                                         | 매여울로 중부대로271번길                                                 | 수원시                                           | 영통구                            | 국도 제42호선과 중복 국가지원지방도 제98호선과 중복                     |
| 아주대삼거리 (아주대시외버스정류장)                                    | 아주로                                                                   | 수원시                                           | 영통구                            | 국도 제42호선과 중복 국가지원지방도 제98호선과 중복                     |
| 방아다리삼거리                                                         | 중부대로246번길                                                          | 수원시                                           | 팔달구                            | 국도 제42호선과 중복 국가지원지방도 제98호선과 중복                     |
| 가산골삼거리                                                           | 중부대로223번길                                                          | 수원시                                           | 팔달구                            | 국도 제42호선과 중복 국가지원지방도 제98호선과 중복                     |
| 우만사거리                                                             | 권광로                                                                   | 수원시                                           | 팔달구                            | 국도 제42호선과 중복 국가지원지방도 제98호선과 중복                     |
| 인계안골사거리                                                         | 중부대로170번길                                                          | 수원시                                           | 팔달구                            | 국도 제42호선과 중복 국가지원지방도 제98호선과 중복                     |
| 동수원사거리                                                           | 국도 제1호선 (경수대로) 국도 제42호선 국가지원지방도 제98호선 (중부대로) | 수원시                                           | 팔달구                            | 국도 제42호선과 중복 국가지원지방도 제98호선과 중복 국도 제1호선과 중복 |
| 못골사거리                                                             | 세지로                                                                   | 수원시                                           | 팔달구                            | 국도 제1호선과 중복                                                     |
| 창룡문                                                                 |                                                                          | 수원시                                           | 팔달구                            | 국도 제1호선과 중복                                                     |
| 창룡문사거리                                                           | 국도 제1호선 (경수대로) 창룡대로                                         | 수원시                                           | 팔달구                            | 국도 제1호선과 중복                                                     |
| 창룡문사거리                                                           | 국도 제1호선 (경수대로) 창룡대로                                         | 수원시                                           | 북: 장안구 남: 팔달구             | 국도 제1호선과 중복                                                     |
| 퉁소바위사거리                                                         | 월드컵로                                                                 | 수원시                                           |                                   |                                                                         |
| 우만동시외버스정류장                                                   |                                                                          | 수원시                                           |                                   |                                                                         |
| 우만초교사거리                                                         | 창룡대로210번길                                                          | 수원시                                           |                                   |                                                                         |
| 경기지방경찰청사거리                                                   |                                                                          | 수원시                                           |                                   |                                                                         |
| 수원시장애인종합복지관 수원외국어고등학교 수원박물관                   |                                                                          | 수원시                                           | 영통구                            |                                                                         |
| 경기대후문사거리                                                       | 대학로                                                                   | 수원시                                           | 영통구                            |                                                                         |
| 동수원 나들목                                                          | 50호선 영동고속도로                                                      | 수원시                                           | 영통구                            |                                                                         |
| 광교사거리                                                             | 광교로                                                                   | 수원시                                           | 영통구                            |                                                                         |
| (이름 없음)                                                            | 센트럴파크로                                                             | 수원시                                           | 영통구                            | 하행 진출입 불가                                                        |
| 광교상현 나들목                                                        | 171호선 용인서울고속도로                                                 | 수원시                                           | 영통구                            |                                                                         |
| 광교상현 나들목                                                        | 171호선 용인서울고속도로                                                 | 용인시                                           | 수지구                            |                                                                         |
| 광교중앙로삼거리                                                       | 광교중앙로                                                               | 용인시                                           | 수지구                            | 상현지하차도                                                            |
| 상현 교차로                                                            | 상현로 수지로                                                            | 용인시                                           | 수지구                            | 상현지하차도                                                            |
| 서원마을삼거리                                                         |                                                                          | 용인시                                           | 수지구                            |                                                                         |
| 상현동육교 교차로 (망현1육교)                                          | 상현로 성복2로                                                           | 용인시                                           | 수지구                            |                                                                         |
| 정평교                                                                 |                                                                          | 용인시                                           | 수지구                            |                                                                         |
| 정평사거리                                                             | 만현로 수지로112번길                                                     | 용인시                                           | 수지구                            |                                                                         |
| 풍덕고교사거리                                                         | 정평로 진산로                                                            | 용인시                                           | 수지구                            |                                                                         |
| 한국에너지관리공단삼거리 풍덕천교                                      |                                                                          | 용인시                                           | 수지구                            |                                                                         |
| 수지구청사거리                                                         | 문정로                                                                   | 용인시                                           | 수지구                            |                                                                         |
| 수지구청 문정중학교                                                    |                                                                          | 용인시                                           | 수지구                            |                                                                         |
| 문정중학교삼거리                                                       | 풍덕천로160번길                                                          | 용인시                                           | 수지구                            |                                                                         |
| 풍덕천사거리                                                           | 국가지원지방도 제23호선 (신수로)                                         | 용인시                                           | 수지구                            | 국가지원지방도 제23호선과 중복                                          |
| 풍덕천삼거리                                                           | 풍덕천~수서.분당 연결도로 분당수서로 (간접연결) 용구대로2469번길         | 용인시                                           | 수지구                            | 국가지원지방도 제23호선과 중복                                          |
| 용인아르피아체육공원 죽전2동 행정복지센터 죽전역 (신세계백화점 경기점) |                                                                          | 용인시                                           | 수지구                            | 국가지원지방도 제23호선과 중복                                          |
| 죽전사거리                                                             | 국가지원지방도 제23호선 (용구대로)                                       | 용인시                                           | 수지구                            | 국가지원지방도 제23호선과 중복                                          |
| 죽전삼거리                                                             | 대지로                                                                   | 용인시                                           | 수지구                            |                                                                         |
| 죽전2교 뜨리에체아파트삼거리 죽전3교                                   |                                                                          | 용인시                                           | 수지구                            |                                                                         |
| 꽃메 교차로                                                            | 동백죽전대로                                                             | 용인시                                           | 수지구                            |                                                                         |
| 죽전4교                                                                |                                                                          | 용인시                                           | 수지구                            |                                                                         |
| 죽전 교차로                                                            | 대지로                                                                   | 용인시                                           | 수지구                            |                                                                         |
| 대지고개                                                               |                                                                          | 용인시                                           | 수지구                            |                                                                         |
|                                                                        | 처인구 모현읍                                                            | 용인시                                           |                                   |                                                                         |
| 오산육교                                                               | 대지로 자작나무로 포은대로896번길                                        | 용인시                                           |                                   |                                                                         |
| 양촌교                                                                 | 대지로 오산로                                                            | 용인시                                           |                                   |                                                                         |
| 능원교                                                                 | 능원로 오포로                                                            | 용인시                                           |                                   |                                                                         |
| 능원육교                                                               |                                                                          | 용인시                                           |                                   |                                                                         |
| 능원 교차로                                                            | 국가지원지방도 제57호선 (태재로)                                         | 용인시                                           |                                   |                                                                         |
| 문형교                                                                 |                                                                          | 용인시                                           |                                   |                                                                         |
|                                                                        | 광주시                                                                   | 오포동                                           |                                   |                                                                         |
| 문형2교                                                                | 광주시                                                                   | 오포동                                           |                                   |                                                                         |
| 문형 교차로                                                            | 광주시                                                                   | 오포동                                           | 문현로 오포로                     |                                                                         |
| 추자 교차로                                                            | 광주시                                                                   | 오포동                                           | 오포로 현곡길                     | 하행 진입 불가                                                          |
| 오포 교차로                                                            | 광주시                                                                   | 오포동                                           | 오포로 오포로909번길 양촌길       |                                                                         |
| 오포 나들목                                                            | 광주시                                                                   | 오포동                                           | 29호선 세종포천고속도로           |                                                                         |
| 고산 나들목                                                            | 광주시                                                                   | 오포동                                           | 국도 제45호선 (회안대로) 포은대로 | 국도 제45호선과 중복                                                    |
| 태전육교                                                               | 광주시                                                                   | 태전동로                                         | 광남동                            | 국도 제45호선과 중복                                                    |
| 광주시청소년수련관 광남고등학교                                        | 광주시                                                                   |                                                  | 광남동                            | 국도 제45호선과 중복                                                    |
| 담안교                                                                 | 광주시                                                                   | 태전로 장지7길 태봉로43번길                      | 광남동                            | 국도 제45호선과 중복                                                    |
| 대봉육교                                                               | 광주시                                                                   |                                                  | 광남동                            | 국도 제45호선과 중복                                                    |
| 태전 분기점                                                            | 광주시                                                                   | 국도 제3호선 (성남이천로)                        | 광남동                            | 국도 제45호선과 중복                                                    |
| 중대교                                                                 | 광주시                                                                   |                                                  | 광남동                            | 국도 제45호선과 중복                                                    |
| 신장지사거리                                                           | 광주시                                                                   | 순암로                                           | 광남동                            | 국도 제45호선과 중복                                                    |
| 장지 나들목                                                            | 광주시                                                                   | 경충대로                                         | 광남동                            | 국도 제45호선과 중복                                                    |
| 탄벌마을앞 교차로                                                      | 광주시                                                                   | 포돌이로 사기막길                                | 송정동                            | 국도 제45호선과 중복                                                    |
| 벌원 교차로                                                            | 광주시                                                                   | 지방도 제338호선 (이배재로) (파발로)             | 송정동                            | 국도 제45호선과 중복                                                    |
| 벌원2교                                                                | 광주시                                                                   | 통미로                                           | 송정동                            | 국도 제45호선과 중복                                                    |
| 광주시문화스포츠센터                                                   | 광주시                                                                   |                                                  | 송정동                            | 국도 제45호선과 중복                                                    |
| 송정육교                                                               | 광주시                                                                   | 행정타운로                                       | 송정동                            | 국도 제45호선과 중복                                                    |
| 광주시청                                                               | 광주시                                                                   |                                                  | 송정동                            | 국도 제45호선과 중복                                                    |
| 대주육교                                                               | 광주시                                                                   | 중앙로335번길                                    | 송정동                            | 국도 제45호선과 중복                                                    |
| 송정 교차로                                                            | 광주시                                                                   | 중앙로                                           | 송정동                            | 국도 제45호선과 중복                                                    |
| 경기광주 나들목 (광주IC입구삼거리)                                     | 광주시                                                                   | 35호선 중부고속도로 해공로                       | 남한산성면                        | 국도 제45호선과 중복 해공로 통해 고속도로 진입                          |
| 상번천리사거리                                                         | 광주시                                                                   | 국도 제45호선 지방도 제342호선 (태허정로) 해공로 | 남한산성면                        | 국도 제45호선과 중복 지방도 제342호선과 중복                            |
| 번천2교 광지원초등학교                                                 | 광주시                                                                   |                                                  | 남한산성면                        | 지방도 제342호선과 중복                                                 |
| 남한산성입구삼거리                                                     | 광주시                                                                   | 지방도 제342호선 (남한산성로)                    | 남한산성면                        | 지방도 제342호선과 중복                                                 |
| 남한산성면 행정복지센터                                                | 광주시                                                                   |                                                  | 남한산성면                        |                                                                         |
| 엄미리계곡삼거리                                                       | 광주시                                                                   | 엄미길                                           | 남한산성면                        |                                                                         |
| 은고개                                                                 | 광주시                                                                   |                                                  | 남한산성면                        |                                                                         |
|                                                                        | 하남시                                                                   | 천현동                                           |                                   |                                                                         |
| 어진마을 교차로                                                        | 하남시                                                                   | 천현동                                           | 하남대로105번길                   |                                                                         |
| 섬말입구 교차로                                                        | 하남시                                                                   | 천현동                                           | 산곡남로 하남대로166번길          |                                                                         |
| 중간말 교차로                                                          | 하남시                                                                   | 천현동                                           | 하남대로195번길 하남대로198번길   |                                                                         |
| 동수교 교차로                                                          | 하남시                                                                   | 천현동                                           | 산곡로                            |                                                                         |
| 하남공영차고지입구 교차로                                              | 하남시                                                                   | 천현동                                           | 하남대로284번길                   |                                                                         |
| 산곡초교검단산입구 교차로                                              | 하남시                                                                   | 천현동                                           | 산곡북로 하남대로302번길          |                                                                         |
| 산곡 교차로                                                            | 하남시                                                                   | 천현동                                           | 산곡동로                          |                                                                         |
| 산곡교 새능교                                                          | 하남시                                                                   | 천현동                                           |                                   |                                                                         |
| 새능입구 교차로                                                        | 하남시                                                                   | 천현동                                           | 산곡동로                          |                                                                         |
| 하산곡삼거리                                                           | 하남시                                                                   | 천현동                                           | 검단남로                          |                                                                         |
| 천현교                                                                 | 하남시                                                                   | 천현동                                           |                                   |                                                                         |
| 천현동 행정복지센터입구                                                | 하남시                                                                   | 천현동                                           | 검단산로                          |                                                                         |
| 등기소입구 교차로                                                      | 하남시                                                                   | 천현동                                           | 검단로 하남대로545번길            |                                                                         |
| 하남 나들목 (하남IC사거리)                                             | 하남시                                                                   | 천현동                                           | 35호선 중부고속도로 창우로        |                                                                         |
| (마방집)                                                               | 하남시                                                                   | 천현동                                           | 샘재로                            |                                                                         |
| (창우동 한식마을)                                                      | 하남시                                                                   | 천현동                                           | 신장로                            |                                                                         |
| 천현사거리                                                             | 하남시                                                                   | 천현로                                           | 신장동                            |                                                                         |
| 덕풍1교 하남시신장도서관 하남시청 하남시청역                           | 하남시                                                                   |                                                  | 신장동                            |                                                                         |
| 홈플러스 경기하남점                                                    | 하남시                                                                   | 대청로 하남대로761번길                           | 신장동                            |                                                                         |
| 신장초교사거리                                                         | 하남시                                                                   | 신평로 하남대로802번길                           | 신장동                            |                                                                         |
| 덕풍시장 교차로                                                        | 하남시                                                                   | 봉양로 수리북로                                  | 덕풍동                            |                                                                         |
| 덕풍파출소앞 교차로                                                    | 하남시                                                                   | 덕풍북로 신장로                                  | 덕풍동                            |                                                                         |
| 덕풍파출소앞 교차로                                                    | 하남시                                                                   | 덕풍북로 신장로                                  | 미사동                            |                                                                         |
| (이름 없음)                                                            | 하남시                                                                   | 덕산로                                           |                                   |                                                                         |
| 황산사거리                                                             | 하남시                                                                   | 미사강변대로 조정대로                            |                                   |                                                                         |

기존 구간 (2017년 이전 노선)
- 화성시 왕림 교차로(수원가톨릭대학교) - 자안입구삼거리 - 장안대학교 - 상리사거리 - 성혜원입구 교차로 - 일화모직입구 - 봉담 나들목 - 수영오거리(수영지하차도)
- 수원시 권선구 한국방송통신대학교 경기지역대학 - 오목천삼거리 - 오동나무삼거리 - 수원여대사거리 - 오목천교사거리 - 오목천교 - 서수원체육공원 - 고색사거리 - 고색초등학교 - 작은말삼거리 - 빙구재삼거리 - 중보교 - 벌말 교차로 - 세평지하차도
- 수원시 팔달구 (수원역고가) - 수원역광장 교차로(수원역) - 매산사거리 - 매산동주민센터 - 도청오거리(경기도청) - 여성회관사거리 - 교동사거리 - 중동사거리 - 팔달문로터리 - 종로사거리 - 매향교 - 수원화성박물관 - 팔달구청 - 창룡문 - 창룡문사거리

### 서울특별시
| 이름                               | 접속 노선                     | 소재지     | 소재지               | 비고 |
| ---------------------------------- | ----------------------------- | ---------- | -------------------- | ---- |
| 상일 나들목                        | 100호선 수도권제1순환고속도로 | 서울특별시 | 강동구               |      |
| 상일2교                            | 상일로 초광로                 | 서울특별시 | 강동구               |      |
| 서울상일초등학교                   |                               | 서울특별시 | 강동구               |      |
| 생태공원앞 교차로                  | 동남로                        | 서울특별시 | 강동구               |      |
| 둔촌고교입구                       | 명일로                        | 서울특별시 | 강동구               |      |
| 길동사거리                         | 양재대로                      | 서울특별시 | 강동구               |      |
| 강동성심병원 교차로                | 성안로                        | 서울특별시 | 강동구               |      |
| 강동역                             |                               | 서울특별시 | 강동구               |      |
| 천호사거리 (천호역) (천호지하차도) | 올림픽로                      | 서울특별시 | 강동구               |      |
| 천호대교남단                       | 올림픽대로                    | 서울특별시 | 강동구               |      |
| 천호대교                           |                               | 서울특별시 | 강동구               |      |
|                                    | 광진구                        | 서울특별시 |                      |      |
| 천호대교북단                       | 국도 제46호선 (강변북로)      | 서울특별시 | 국도 제46호선과 중복 |      |
| 광장사거리 (광나루역)              | 아차산로 천호대로             | 서울특별시 | 국도 제46호선과 중복 |      |
| 광진청소년수련관 시끌              | 구천면로                      | 서울특별시 | 국도 제46호선과 중복 |      |
| 쉐라톤 워커힐호텔                  |                               | 서울특별시 | 국도 제46호선과 중복 |      |

### 경기도(서울특별시이북 지역)
| 이름                    | 접속 노선                                           | 소재지                                              | 소재지                                                     | 비고                                                   |
| ----------------------- | --------------------------------------------------- | --------------------------------------------------- | ---------------------------------------------------------- | ------------------------------------------------------ |
| 아치울삼거리            | 토평강변로                                          | 구리시                                              | 교문동                                                     | 국도 제46호선과 중복                                   |
| 아치울마을입구 교차로   | 아치울길                                            | 구리시                                              | 교문동                                                     | 국도 제46호선과 중복                                   |
| 아천IC 교차로           | 사가정로                                            | 구리시                                              | 교문동                                                     | 국도 제46호선과 중복                                   |
| 코스모스길삼거리        | 코스모스길                                          | 구리시                                              | 교문동                                                     | 국도 제46호선과 중복                                   |
| 한다리마을입구 교차로   | 한다리길                                            | 구리시                                              | 교문동                                                     | 국도 제46호선과 중복                                   |
| 도림삼거리 (구리경찰서) | 장자대로                                            | 구리시                                              | 교문동                                                     | 국도 제46호선과 중복                                   |
| 정각사입구 교차로       | 이문안로                                            | 구리시                                              | 교문동                                                     | 국도 제46호선과 중복                                   |
| 구리시청 도림초등학교   |                                                     | 구리시                                              | 교문동                                                     | 국도 제46호선과 중복                                   |
| 세무서입구삼거리        | 안골로                                              | 구리시                                              | 교문동                                                     | 국도 제46호선과 중복                                   |
| 삼육고등학교앞 교차로   | 아차산로487번길                                     | 구리시                                              | 교문동                                                     | 국도 제46호선과 중복                                   |
| 교문사거리              | 국도 제6호선 (경춘로)                               | 구리시                                              | 교문동                                                     | 국도 제46호선과 중복                                   |
| 인창초등학교앞          | 인창2로                                             | 구리시                                              | 인창동                                                     | 국도 제46호선과 중복                                   |
| 인창초등학교            |                                                     | 구리시                                              | 인창동                                                     | 국도 제46호선과 중복                                   |
| 인창삼거리              | 인창1로                                             | 구리시                                              | 인창동                                                     | 국도 제46호선과 중복                                   |
| 성림스포츠앞            | 응달말로                                            | 구리시                                              | 인창동                                                     | 국도 제46호선과 중복                                   |
| 도매시장사거리          | 건원대로 동구릉로136번길                            | 구리시                                              | 동구동                                                     | 국도 제46호선과 중복                                   |
| 구리 나들목             | 100호선 수도권제2순환고속도로 북부간선도로          | 구리시                                              | 동구동                                                     | 국도 제46호선과 중복                                   |
| 공설묘지입구            | 산마루로                                            | 구리시                                              | 동구동                                                     | 국도 제46호선과 중복                                   |
| 사노동 교차로           | 동구릉로389번길 동구릉로390번길                     | 구리시                                              | 동구동                                                     | 국도 제46호선과 중복                                   |
| 사노 나들목             | 국도 제47호선 (금강로) 동구릉로                     | 구리시                                              | 동구동                                                     | 국도 제46, 47호선과 중복                               |
| 사로교                  |                                                     | 구리시                                              | 동구동                                                     | 국도 제46, 47호선과 중복                               |
| 남양주시                | 진건읍                                              |                                                     |                                                            | 국도 제46, 47호선과 중복                               |
| 남양주시                | 진건읍                                              | 진관 나들목                                         | 국도 제46호선 (신경춘로)                                   | 국도 제46, 47호선과 중복                               |
| 남양주시                | 진건읍                                              | 구진관 나들목                                       | 지방도 제383호선 (경춘북로)                                | 국도 제47호선과 중복                                   |
| 남양주시                | 진건읍                                              | 과선교 신월교                                       |                                                            | 국도 제47호선과 중복                                   |
| 남양주시                | 진건읍                                              | 신월 교차로                                         | 용신로 진관로562번길                                       | 국도 제47호선과 중복                                   |
| 남양주시                | 임송 교차로                                         | 국도 제47호선 (퇴계원 ~ 진접간 도로) 퇴계원로       | 진접읍                                                     | 국도 제47호선과 중복                                   |
| 남양주시                | 내곡 나들목                                         | 금강로                                              | 진접읍                                                     |                                                        |
| 남양주시                | 전도치터널                                          |                                                     | 진접읍                                                     | 상행 연장 798m 하행 연장 746m                          |
| 남양주시                | 전도치터널                                          | 별내면                                              |                                                            | 상행 연장 798m 하행 연장 746m                          |
| 남양주시                | 광전 나들목                                         | 송산로                                              |                                                            |                                                        |
| 남양주시                | 청학리입구 교차로                                   | 송산로678번길 송산로679번길                         |                                                            |                                                        |
| 남양주시                | 청학터널                                            |                                                     | 상행 연장 203m 하행 연장 173m                              |                                                        |
| 남양주시                | 청학교                                              | 청학로                                              | 상행 진출 불가 하행 진입 불가                              |                                                        |
| 남양주시                | 숫돌고개                                            |                                                     |                                                            |                                                        |
| 의정부시                | 고산동                                              |                                                     |                                                            |                                                        |
| 의정부시                | 고산동                                              | 동의정부 나들목                                     | 29호선 세종포천고속도로                                    |                                                        |
| 의정부시                | 만가대사거리                                        | 국도 제3호선 (신평화로) 민락로                      | 송산동                                                     |                                                        |
| 의정부시                | 솔뫼중학교 솔뫼초등학교                             |                                                     | 송산동                                                     |                                                        |
| 의정부시                | 306보충대앞 교차로                                  | 용인로 시민로416번길                                | 송산동                                                     |                                                        |
| 의정부시                | 동국사대부속 영석고등학교                           |                                                     | 송산동                                                     |                                                        |
| 의정부시                | 신곡고가 교차로 (신곡고가차도)                      | 금신로 시민로                                       | 신곡동                                                     |                                                        |
| 의정부시                | 의정부백병원                                        |                                                     | 신곡동                                                     |                                                        |
| 의정부시                | (이름 없음)                                         | 추동로                                              | 신곡동                                                     |                                                        |
| 의정부시                | 금신교                                              |                                                     | 신곡동                                                     |                                                        |
| 의정부시                | 자금동                                              |                                                     |                                                            |                                                        |
| 의정부시                | 금신 교차로 (금신지하차도)                          | 금신로 호국로                                       |                                                            |                                                        |
| 의정부시                | (이름 없음)                                         | 새말로                                              |                                                            |                                                        |
| 의정부시                | (이름 없음)                                         | 금오로                                              |                                                            |                                                        |
| 의정부시                | (이름 없음)                                         | 청사로                                              |                                                            |                                                        |
| 의정부시                | (자일교 북단)                                       | 천보로                                              |                                                            |                                                        |
| 의정부시                | 면허시험장입구                                      | 금오로                                              |                                                            |                                                        |
| 의정부시                | 자금 교차로                                         | 국도 제3호선 (신평화로)                             |                                                            |                                                        |
| 의정부시                | 축석고개 (축석령)                                   |                                                     |                                                            |                                                        |
| 포천시                  | 소흘읍                                              |                                                     |                                                            |                                                        |
| 포천시                  | 소흘읍                                              | 축석 교차로                                         | 광릉수목원로 민락로                                        | 국가지원지방도 제98호선과 중복                         |
| 포천시                  | 소흘읍                                              | 축석초교입구                                        | 무란길                                                     | 국가지원지방도 제98호선과 중복                         |
| 포천시                  | 소흘읍                                              | 수내동입구                                          | 호국로171번길                                              | 국가지원지방도 제98호선과 중복                         |
| 포천시                  | 소흘읍                                              | 소흘 나들목                                         | 29호선 세종포천고속도로                                    | 국가지원지방도 제98호선과 중복                         |
| 포천시                  | 소흘읍                                              | 무봉리마을입구                                      | 거친봉이길                                                 | 국가지원지방도 제98호선과 중복                         |
| 포천시                  | 소흘읍                                              | 부인터입구 교차로                                   | 호국로323번길                                              | 국가지원지방도 제98호선과 중복                         |
| 포천시                  | 소흘읍                                              | 부인터사거리                                        | 국가지원지방도 제98호선 지방도 제360호선 (부흥로)          | 국가지원지방도 제98호선과 중복 지방도 제360호선과 중복 |
| 포천시                  | 소흘읍                                              | 대방아파트입구                                      | 호국로429번길                                              | 지방도 제360호선과 중복                                |
| 포천시                  | 소흘읍                                              | 용상골입구                                          | 아랫용상길 호국로484번길                                   | 지방도 제360호선과 중복                                |
| 포천시                  | 소흘읍                                              | 통일대입구삼거리                                    | 태봉로                                                     | 지방도 제360호선과 중복                                |
| 포천시                  | 소흘읍                                              | 소흘읍 행정복지센터앞 교차로                        | 검바위길                                                   | 지방도 제360호선과 중복                                |
| 포천시                  | 소흘읍                                              | 소흘읍행정복지센터                                  |                                                            | 지방도 제360호선과 중복                                |
| 포천시                  | 소흘읍                                              | 송우삼거리                                          | 솔모루로                                                   | 지방도 제360호선과 중복                                |
| 포천시                  | 소흘읍                                              | 초가팔리입구                                        | 초가팔로 솔모루로58번길                                    | 지방도 제360호선과 중복                                |
| 포천시                  | 소흘읍                                              | 이가팔리입구                                        | 죽엽산로 솔모루로78번길                                    | 지방도 제360호선과 중복 구 지방도 제383호선            |
| 포천시                  | 소흘읍                                              | 하송우삼거리                                        | 솔모루로                                                   | 지방도 제360호선과 중복                                |
| 포천시                  | 소흘읍                                              | 하송우사거리                                        | 국가지원지방도 제56호선 (화합로) 지방도 제360호선 (가산로) | 지방도 제360호선과 중복 국가지원지방도 제56호선과 중복 |
| 포천시                  | 설운3통 교차로                                      | 호국로883번길                                       | 선단동                                                     | 국가지원지방도 제56호선과 중복                         |
| 포천시                  | 이마트 포천점                                       |                                                     | 선단동                                                     | 국가지원지방도 제56호선과 중복                         |
| 포천시                  | 선단 나들목 (장승거리삼거리)                        | 29호선 세종포천고속도로 지방도 제364호선 (삼육사로) | 선단동                                                     | 국가지원지방도 제56호선과 중복                         |
| 포천시                  | 대진대입구 교차로 (대진대학교)                      |                                                     | 선단동                                                     | 국가지원지방도 제56호선과 중복                         |
| 포천시                  | (이름 미상)                                         | 지방도 제364호선                                    | 선단동                                                     | 국가지원지방도 제56호선과 중복                         |
| 포천시                  | 할렐루야기도원                                      | 정자동길                                            | 선단동                                                     | 국가지원지방도 제56호선과 중복                         |
| 포천시                  | 자작동입구 교차로                                   | 자작로                                              | 선단동                                                     | 국가지원지방도 제56호선과 중복                         |
| 포천시                  | 어룡3통 교차로                                      | 호국로1331번길                                      | 포천동                                                     | 국가지원지방도 제56호선과 중복                         |
| 포천시                  | 어룡2통 교차로                                      | 어룡길                                              | 포천동                                                     | 국가지원지방도 제56호선과 중복                         |
| 포천시                  | 어룡1통 교차로                                      | 왕방로                                              | 포천동                                                     | 국가지원지방도 제56호선과 중복                         |
| 포천시                  | 포천삼거리                                          | 중앙로                                              | 포천동                                                     | 국가지원지방도 제56호선과 중복                         |
| 포천시                  | 포천1교                                             |                                                     | 포천동                                                     | 국가지원지방도 제56호선과 중복                         |
| 포천시                  | 군내면                                              |                                                     |                                                            | 국가지원지방도 제56호선과 중복                         |
| 포천시                  | 포천종합운동장 포천교육지원청 포천소방서 포천경찰서 |                                                     |                                                            | 국가지원지방도 제56호선과 중복                         |
| 포천시                  | 군내사거리                                          | 국가지원지방도 제56호선 (청군로)                    |                                                            | 국가지원지방도 제56호선과 중복                         |
| 포천시                  | 한내사거리                                          | 국도 제87호선 (포천로)                              |                                                            |                                                        |
| 포천시                  | 골말입구삼거리                                      | 호국로1664번길                                      |                                                            |                                                        |
| 포천시                  | 여성회관입구                                        | 청성로                                              |                                                            |                                                        |
| 포천시                  | 신북 나들목                                         | 29호선 세종포천고속도로                             | 신북면                                                     |                                                        |
| 포천시                  | 구신북대교앞                                        | 중앙로                                              | 신북면                                                     |                                                        |
| 포천시                  | 틀못이마을입구                                      | 틀못이길                                            | 신북면                                                     |                                                        |
| 포천시                  | 신북대교삼거리                                      | 중앙로                                              | 신북면                                                     |                                                        |
| 포천시                  | 독곡마을입구                                        | 독곡길                                              | 신북면                                                     |                                                        |
| 포천시                  | 신북면행정복지센터                                  |                                                     | 신북면                                                     |                                                        |
| 포천시                  | 신북면 행정복지센터앞 교차로                        | 지방도 제368호선 (아트밸리로) (청신로)              | 신북면                                                     |                                                        |
| 포천시                  | 외오동입구                                          | 호국로2122번길                                      | 신북면                                                     |                                                        |
| 포천시                  | 신포천아파트앞삼거리                                |                                                     | 신북면                                                     |                                                        |
| 포천시                  | 요꼴사거리                                          | 신평로 호국로2254번길                               | 신북면                                                     |                                                        |
| 포천시                  | 만세교공단 교차로                                   | 호국로2378번길                                      | 신북면                                                     |                                                        |
| 포천시                  | 만세교리 교차로                                     |                                                     | 신북면                                                     |                                                        |
| 포천시                  | 만세교                                              |                                                     | 신북면                                                     |                                                        |
| 포천시                  | 영중면                                              |                                                     |                                                            |                                                        |
| 포천시                  | 만세교삼거리                                        | 국도 제37호선 (신영일로) 영일로                     | 국도 제37호선과 중복                                       |                                                        |
| 포천시                  | 금주3리 교차로                                      | 호국로2533번길 호국로2536번길                       | 국도 제37호선과 중복                                       |                                                        |
| 포천시                  | 거사1리입구                                         | 백로주길 호국로2616번길                             | 국도 제37호선과 중복                                       |                                                        |
| 포천시                  | 금주5리 교차로                                      | 호국로2709번길                                      | 국도 제37호선과 중복                                       |                                                        |
| 포천시                  | 양문 교차로                                         | 국도 제37호선 (동서로)                              | 국도 제37호선과 중복 상행 진입 불가 하행 진출 불가         |                                                        |
| 포천시                  | 양문곰고개삼거리                                    | 양문로                                              |                                                            |                                                        |
| 포천시                  | 양문사거리                                          | 먼재길 양문로1길                                    |                                                            |                                                        |
| 포천시                  | 양문삼거리                                          | 양문로                                              |                                                            |                                                        |
| 포천시                  | 양문공업단지 교차로                                 | 양문공단로                                          |                                                            |                                                        |
| 포천시                  | 영중교                                              |                                                     |                                                            |                                                        |
| 포천시                  | 신장삼거리                                          | 지방도 제372호선 (전영로)                           | 지방도 제372호선과 중복                                    |                                                        |
| 포천시                  | 영중초등학교                                        |                                                     | 지방도 제372호선과 중복                                    |                                                        |
| 포천시                  | 성동5리 교차로                                      | 호국로3121번길                                      | 지방도 제372호선과 중복                                    |                                                        |
| 포천시                  | 성동삼거리                                          | 지방도 제372호선 (성장로)                           | 지방도 제372호선과 중복                                    |                                                        |
| 포천시                  | 성동2리 교차로                                      | 호국로3296번길                                      |                                                            |                                                        |
| 포천시                  | 쇳골마을입구                                        | 호국로3497번길                                      | 영북면                                                     |                                                        |
| 포천시                  | 야미사거리                                          | 호국로3549번길 호국로3552번길                       | 영북면                                                     |                                                        |
| 포천시                  | 문암리 교차로                                       | 호국로3725번길                                      | 영북면                                                     |                                                        |
| 포천시                  | 운천제1 교차로                                      | 영북로 호국로3791번길                               | 영북면                                                     |                                                        |
| 포천시                  | 운천제2 교차로                                      | 국가지원지방도 제78호선 (문암길) (방골길)           | 영북면                                                     |                                                        |
| 포천시                  | 운천제3 교차로                                      | 운천로 구름내길                                     | 영북면                                                     |                                                        |
| 포천시                  | 운천제4 교차로                                      | 영북로                                              | 영북면                                                     |                                                        |
| 포천시                  | 송정검문소 교차로                                   | 지방도 제387호선 (북원로)                           | 영북면                                                     | 지방도 제387호선과 중복                                |
| 포천시                  | 자일1리 교차로                                      | 지방도 제387호선 (호국로4350번길)                   | 영북면                                                     | 지방도 제387호선과 중복                                |
| 포천시                  | 경교                                                |                                                     | 영북면                                                     |                                                        |

기존 구간 (1996년 이전의 노선)
- 남양주시 사노 나들목 - 퇴계원사거리 - 검문소사거리 - 별내지하차도 - 남별내 나들목, 동별내 나들목 - 광전 나들목 - 청학리입구 - 청학로 - 의정부시계

### 강원특별자치도
| 이름                        | 접속 노선                 | 소재지 | 소재지 | 비고                 |
| --------------------------- | ------------------------- | ------ | ------ | -------------------- |
| 경교                        |                           | 철원군 | 갈말읍 |                      |
| 연봉제삼거리                | 명성로                    | 철원군 | 갈말읍 |                      |
| 드르니 교차로               | 군탄로 드르니길           | 철원군 | 갈말읍 |                      |
| 군탄사거리                  | 갈말로 명성로             | 철원군 | 갈말읍 |                      |
| 문혜삼거리                  | 두루미로                  | 철원군 | 갈말읍 |                      |
| 문혜 교차로                 | 지방도 제463호선 (태봉로) | 철원군 | 갈말읍 |                      |
| 문혜지하차도                |                           | 철원군 | 갈말읍 |                      |
| 지경 교차로                 | 지방도 제464호선 (청양로) | 철원군 | 갈말읍 |                      |
| 지경교                      |                           | 철원군 | 갈말읍 |                      |
| 연동 교차로                 | 연동길                    | 철원군 | 김화읍 |                      |
| 청양 교차로                 | 청양로                    | 철원군 | 김화읍 |                      |
| 청하 교차로                 | 청하골길                  | 철원군 | 김화읍 |                      |
| 김화농공단지                | 외골길                    | 철원군 | 김화읍 |                      |
| 만경 교차로                 | 청양로                    | 철원군 | 김화읍 |                      |
| 김화교                      |                           | 철원군 | 김화읍 |                      |
| 김화 교차로                 | 국도 제47호선 (김화로)    | 철원군 | 김화읍 | 국도 제56호선과 중복 |
| 학사 교차로                 | 국도 제56호선 (호국로)    | 철원군 | 김화읍 | 국도 제56호선과 중복 |
| 읍내교 생창리               |                           | 철원군 | 김화읍 |                      |
| 읍내삼거리                  | 국도 제5호선 (영서로)     | 철원군 | 김화읍 |                      |
| 암정리                      |                           | 철원군 | 김화읍 | 민간인 출입통제 구간 |
| 감봉리                      |                           | 철원군 | 김화읍 | 민간인 출입통제 구간 |
| 광삼리                      |                           | 철원군 | 근동면 | 민간인 출입통제 구간 |
| 방통리                      |                           | 철원군 | 근동면 | 민간인 출입통제 구간 |
| 조선민주주의인민공화국 구간 |                           |        |        |                      |

### DMZ이후 (현조선민주주의인민공화국) 구간
강원도
- 김화군[47] - 회양군 - 고성군

## 도로명
세종특별자치시·충청남도
- 세종특별자치시 연기면 모개고가차도 ~ 공주시 정안면 정안IC 교차로 : 정안세종로
- 공주시 정안면 정안IC 교차로 ~ 세종특별자치시 전의면 유천 교차로 : 차령로
- 세종특별자치시 전의면 유천 교차로 ~ 소정면 운당 교차로 : 세종로
- 세종특별자치시 소정면 운당 교차로 ~ 아산시 둔포면 둔포천교 : 세종평택로

경기도
- 평택시 팽성읍 둔포천교 ~ 오성면 오성 나들목 : 세종평택로
- 화성시 양감면 신왕삼거리 ~ 향남읍 향남 교차로 : 은행나무로
- 화성시 향남읍 향남 교차로 ~ 향남2지구 : 발안양감로
- 화성시 향남읍 향남2지구 ~ 방축리 : 향남로
- 화성시 향남읍 방축리 ~ 향남2교 서단 : 행정남로
- 화성시 향남읍 향남2교 서단 ~ 양감입구삼거리 : 행정서남로
- 화성시 향남읍 양감입구삼거리 ~ 봉담읍 왕림 교차로 : 삼천병마로
- 화성시 봉담읍 왕림 교차로 ~ 수원시 영통구 영통고가사거리 : 봉영로
- 수원시 영통구 영통고가사거리 ~ 팔달구 동수원사거리 : 중부대로
- 수원시 팔달구 동수원사거리 ~ 창룡문사거리 : 경수대로
- 수원시 팔달구 창룡문사거리 ~ 영통구 광교상현 나들목 : 창룡대로
- 용인시 수지구 광교상현 나들목 ~ 광주시 오포동 고산 나들목 : 포은대로
- 광주시 오포동 고산 나들목 ~ 남한산성면 은고개 : 회안대로
- 하남시 천현동 은고개 ~ 미사동 황산사거리 : 하남대로
- 하남시 미사동 황산사거리 ~ 하남시계 : 조정대로

서울특별시
- 강동구 서울시계 ~ 상일 나들목 : 조정대로
- 강동구 상일 나들목 ~ 광진구 광장사거리 : 천호대로
- 광진구 광장사거리 ~ 쉐라톤 워커힐호텔 : 아차산로

경기도
- 구리시 교문동 구리시계 ~ 교문사거리 : 아차산로
- 구리시 교문동 교문사거리 ~ 동구동 사노 나들목 : 동구릉로
- 구리시 동구동 사노 나들목 ~ 남양주시 진접읍 내곡 나들목 : 금강로
- 남양주시 진접읍 내곡 나들목 ~ 별내면 광전 나들목 : 전도치로
- 남양주시 별내면 광전 나들목 ~ 의정부시 송산동 만가대사거리 : 송산로
- 의정부시 송산동 만가대사거리 ~ 신곡동 신곡고가 교차로 : 시민로
- 의정부시 신곡동 신곡고가 교차로 ~ 자금동 금신 교차로 : 금신로
- 의정부시 자금동 금신 교차로 ~ 포천시 영북면 경교 : 호국로

강원특별자치도
- 철원군 갈말읍 경교 ~ 김화읍 학사 교차로 : 호국로
- 철원군 김화읍 학사 교차로 ~ 읍내삼거리 : 생창길

## 자동차 전용도로 구간
아래 구간은 국토교통부에서 지정한 자동차 전용도로 구간이므로 보행자, 자전거 등은 통행할 수 없다. 이륜자동차 (모터사이클 혹은 오토바이)는 긴급자동차 (싸이카 및 소방용 모터사이클 등)에 한해 통행이 가능하며, 그 밖의 이륜자동차와 경운기, 우마차, 트랙터, 손수레는 통행할 수 없다.
| 도로명                    | 시점                                       | 종점                                       | 총연장 (km) | 차로수 | 지정일           |
| ------------------------- | ------------------------------------------ | ------------------------------------------ | ----------- | ------ | ---------------- |
| 세종평택로                | 세종특별자치시 소정면 운당리(운당 교차로)  | 충청남도 아산시 배방읍 갈매리(삼태 교차로) | 8.9         | 4      | 2003년 7월 31일  |
| 세종평택로                | 충청남도 아산시 배방읍 갈매리(삼태 교차로) | 충청남도 아산시 음봉면 송촌리(송촌 교차로) | 11.89       | 4, 6   | 2005년 12월 13일 |
| 세종평택로                | 충청남도 아산시 음봉면 송촌리(송촌 교차로) | 충청남도 아산시 둔포면 봉재리              | 5.96        | 4      | 2008년 1월 11일  |
| 세종평택로                | 충청남도 아산시 둔포면 봉재리              | 경기도 평택시 팽성읍 노양리(신대 교차로)   | 5.97        | 4      | 2010년 4월 5일   |
| 세종평택로                | 경기도 평택시 팽성읍 노양리(신대 교차로)   | 경기도 평택시 오성면 양교리(오성 나들목)   | 11.27       | 4      | 2012년 4월 4일   |
| 봉영로(분천 ~ 송산간도로) | 경기도 화성시 봉담읍 왕림리                | 경기도 수원시 영통구 망포동                | 14.3        | 4      | 2006년 12월 13일 |